# David Bruce
David Bruce KCB FRS FRSE (Melbourne, 29 de maio de 1855 — Londres, 27 de novembro de 1931) foi um patologista e microbiologista escocês.
Investigou a brucelose e tripanossoma, identificando a causa da doença do sono.
Filho dos escoceses David Bruce (engenheiro) e Jane Russell Hamilton, nasceu na Austrália, tinha cinco anos quando sua família retornou à Escócia. Frequentou a Stirling High School estudou medicina na Universidade de Edimburgo.
Após breve período como clínico geral em Reigate, de 1881 a 1883, trabalhou no Serviços Médicos da Armada, de 1883 a 1919, estacionando em Malta em 1884, onde identificou a febre de Malta.
Recebeu em 1915 a Medalha Leeuwenhoek.
Brucella é o gênero de bactéria com seu topônimo.